# Alchemilla austroitalica
Alchemilla austroitalica é uma espécie de rosácea do gênero Alchemilla, pertencente à família Rosaceae.